# 2012-es Honda Indy Grand Prix of Alabama
A 2012-es Honda Indy Grand Prix of Alabama volt a 2012-es Izod IndyCar Series szezon második futama. A versenyt 2012. április 1-jén rendezték meg az Alabama-i Birmingham-ben található Barber Motorsports Park nevű versenypályán.

## Nevezési lista
| Csapat                                                                                | Motor     | Első pilóta | Első pilóta         | Második pilóta | Második pilóta     | Harmadik pilóta | Harmadik pilóta  | Negyedik pilóta | Negyedik pilóta |
| ------------------------------------------------------------------------------------- | --------- | ----------- | ------------------- | -------------- | ------------------ | --------------- | ---------------- | --------------- | --------------- |
| Team Penske                                                                           | Chevrolet | 2           | Ryan Briscoe        | 3              | Hélio Castroneves  | 12              | Will Power       |                 |                 |
| Panther Racing                                                                        | Chevrolet | 4           | J. R. Hildebrand    |                |                    |                 |                  |                 |                 |
| KV Racing Technology                                                                  | Chevrolet | 5           | E. J. Viso          | 8              | Rubens Barrichello | 11              | Tony Kanaan      |                 |                 |
| Lotus-Dragon Racing                                                                   | Lotus     | 6           | Katherine Legge     | 7              | Sébastien Bourdais |                 |                  |                 |                 |
| Target Chip Ganassi Racing                                                            | Honda     | 9           | Scott Dixon         | 10             | Dario Franchitti   | 38              | Graham Rahal     | 83              | Charlie Kimball |
| A. J. Foyt Enterprises                                                                | Honda     | 14          | Mike Conway         |                |                    |                 |                  |                 |                 |
| Rahal Letterman Laningan Racing                                                       | Honda     | 15          | Szató Takuma        |                |                    |                 |                  |                 |                 |
| Dale Coyne Racing                                                                     | Honda     | 18          | Justin Wilson       | 19             | James Jakes        |                 |                  |                 |                 |
| Ed Carpenter Racing                                                                   | Chevrolet | 20          | Ed Carpenter        |                |                    |                 |                  |                 |                 |
| Lotus-Dreyer & Reinbold Racing                                                        | Lotus     | 22          | Oriol Servià        |                |                    |                 |                  |                 |                 |
| Andretti Autosport                                                                    | Chevrolet | 26          | Marco Andretti      | 27             | James Hinchcliffe  | 28              | Ryan Hunter-Reay |                 |                 |
| Sarah Fisher Hartman Racing                                                           | Honda     | 67          | Josef Newgarden     |                |                    |                 |                  |                 |                 |
| Schmidt Hamilton Motorsports                                                          | Honda     | 77          | Simon Pagenaud      |                |                    |                 |                  |                 |                 |
| Lotus-HVM Racing                                                                      | Lotus     | 78          | Simona de Silvestro |                |                    |                 |                  |                 |                 |
| Team Barracuda – BHA                                                                  | Lotus     | 98          | Alex Tagliani       |                |                    |                 |                  |                 |                 |
| HIVATALOS NEVEZÉSI LISTA Archiválva 2016. április 12-i dátummal a Wayback Machine-ben |           |             |                     |                |                    |                 |                  |                 |                 |

## Eredmények

### Időmérő
| Pozíció | #  | Pilóta              | Csapat                          | Motor     | Egyes csoport | Kettes csoport | Top 12    | Fast 6    |
| ------- | -- | ------------------- | ------------------------------- | --------- | ------------- | -------------- | --------- | --------- |
| 1       | 3  | Hélio Castroneves   | Team Penske                     | Chevrolet | 1:10.4196     |                | 1:09.9211 | 1:10.4768 |
| 2       | 27 | James Hinchcliffe   | Andretti Autosport              | Chevrolet |               | 1:10.0465      | 1:10.2432 | 1:10.5222 |
| 3       | 9  | Scott Dixon         | Chip Ganassi Racing             | Honda     |               | 1:09.9626      | 1:11.2710 | 1:10.5291 |
| 4       | 14 | Mike Conway         | A. J. Foyt Enterprises          | Honda     | 1:10.3861     |                | 1:10.4945 | 1:10.8791 |
| 5       | 4  | J. R. Hildebrand    | Panther Racing                  | Chevrolet | 1:10.5546     |                | 1:10.3243 | 1:11.0759 |
| 6       | 11 | Tony Kanaan         | KV Racing Technology            | Chevrolet |               | 1:10.5233      | 1:10.5873 | 1:11.3740 |
| 7       | 5  | E. J. Viso          | KV Racing Technology            | Chevrolet | 1:10.5450     |                | 1:11.5257 |           |
| 8       | 38 | Graham Rahal        | Chip Ganassi Racing             | Honda     | 1:10.4152     |                | 1:11.5841 |           |
| 9       | 12 | Will Power          | Team Penske                     | Chevrolet |               | 1:09.8529      | 1:12.0098 |           |
| 10      | 77 | Simon Pagenaud      | Schmidt-Hamilton Motorsports    | Honda     | 1:10.5176     |                | 1:14.2839 |           |
| 11      | 28 | Ryan Hunter-Reay    | Andretti Autosport              | Chevrolet |               | 1:10.3810      | Nincs idő |           |
| 12      | 2  | Ryan Briscoe        | Team Penske                     | Chevrolet |               | 1:10.4862      | Nincs idő |           |
| 13      | 26 | Marco Andretti      | Andretti Autosport              | Chevrolet | 1:10.6512     |                |           |           |
| 14      | 8  | Rubens Barrichello  | KV Racing Technology            | Chevrolet |               | 1:10.5664      |           |           |
| 15      | 67 | Josef Newgarden     | Sarah Fisher Hartman Racing     | Honda     | 1:10.6851     |                |           |           |
| 16      | 15 | Szató Takuma        | Rahal Letterman Laningan Racing | Honda     |               | 1:10.6111      |           |           |
| 17      | 7  | Sébastien Bourdais  | Lotus-Dragon Racing             | Lotus     | 1:10.7255     |                |           |           |
| 18      | 10 | Dario Franchitti    | Chip Ganassi Racing             | Honda     |               | 1:10.8081      |           |           |
| 19      | 18 | Justin Wilson       | Dale Coyne Racing               | Honda     | 1:11.5524     |                |           |           |
| 20      | 19 | James Jakes         | Dale Coyne Racing               | Honda     |               | 1:10.7526      |           |           |
| 21      | 78 | Simona de Silvestro | Lotus-HVM Racing                | Lotus     | 1:11.5721     |                |           |           |
| 22      | 83 | Charlie Kimball     | Chip Ganassi Racing             | Honda     |               | 1:11.3594      |           |           |
| 23      | 20 | Ed Carpenter        | Ed Carpenter Racing             | Chevrolet | 1:11.8672     |                |           |           |
| 24      | 22 | Oriol Servià        | Lotus-Dreyer & Reinbold Racing  | Lotus     |               | 1:13.3349      |           |           |
| 25      | 98 | Alex Tagliani       | Team Barracuda - BHA            | Lotus     | 1:12.5778     |                |           |           |
| 26      | 6  | Katherine Legge     | Lotus-Dragon Racing             | Lotus     |               | 1:13.6457      |           |           |

## Rajtfelállás
| Rajtsor                                           | Belső ív | Belső ív            | Külső ív | Külső ív           |
| ------------------------------------------------- | -------- | ------------------- | -------- | ------------------ |
| 1                                                 | 3        | Hélio Castroneves   | 27       | James Hinchcliffe  |
| 2                                                 | 9        | Scott Dixon         | 14       | Mike Conway        |
| 3                                                 | 4        | J. R. Hildebrand    | 11       | Tony Kanaan        |
| 4                                                 | 5        | E. J. Viso          | 38       | Graham Rahal       |
| 5                                                 | 12       | Will Power          | 77       | Simon Pagenaud     |
| 6                                                 | 28       | Ryan Hunter-Reay    | 2        | Ryan Briscoe       |
| 7                                                 | 26       | Marco Andretti      | 8        | Rubens Barrichello |
| 8                                                 | 67       | Josef Newgarden     | 15       | Szató Takuma       |
| 9                                                 | 7        | Sébastien Bourdais  | 10       | Dario Franchitti   |
| 10                                                | 18       | Justin Wilson       | 19       | James Jakes        |
| 11                                                | 78       | Simona de Silvestro | 83       | Charlie Kimball    |
| 12                                                | 20       | Ed Carpenter        | 6        | Katherine Legge    |
| 13                                                | 98       | Alex Tagliani†      | 22       | Oriol Servià†      |
| † 10 rajthelyes büntetést kapott motorcsere miatt |          |                     |          |                    |

### Verseny
| Pozíció | #  | Pilóta              | Csapat                         | Motor     | Futott kör | Idő/Kiesés oka | Rajthely | Élen töltött körök száma | Pont |
| ------- | -- | ------------------- | ------------------------------ | --------- | ---------- | -------------- | -------- | ------------------------ | ---- |
| 1.      | 12 | Will Power          | Team Penske                    | Chevrolet | 90         | 2:01:40.1127   | 9        | 22                       | 50   |
| 2.      | 9  | Scott Dixon         | Chip Ganassi Racing            | Honda     | 90         | +3.3709        | 3        | 38                       | 42   |
| 3.      | 3  | Hélio Castroneves   | Team Penske                    | Chevrolet | 90         | +19.1150       | 1        | 28                       | 36   |
| 4.      | 38 | Graham Rahal        | Chip Ganassi Racing            | Honda     | 90         | +19.3395       | 8        | 1                        | 32   |
| 5.      | 77 | Simon Pagenaud      | Schmidt Hamilton Motorsports   | Honda     | 90         | +20.1050       | 10       | 0                        | 30   |
| 6.      | 27 | James Hinchcliffe   | Andretti Autosport             | Chevrolet | 90         | +23.3093       | 2        | 1                        | 28   |
| 7.      | 14 | Mike Conway         | A. J. Foyt Enterprises         | Honda     | 90         | +24.5552       | 4        | 0                        | 26   |
| 8.      | 8  | Rubens Barrichello  | KV Racing Technology           | Chevrolet | 90         | +25.4023       | 14       | 0                        | 24   |
| 9.      | 7  | Sébastien Bourdais  | Dragon Racing                  | Lotus     | 90         | +27.1815       | 17       | 0                        | 22   |
| 10.     | 10 | Dario Franchitti    | Chip Ganassi Racing            | Honda     | 90         | +32.7377       | 18       | 0                        | 20   |
| 11.     | 26 | Marco Andretti      | Andretti Autosport             | Chevrolet | 90         | +33.5038       | 13       | 0                        | 19   |
| 12.     | 28 | Ryan Hunter-Reay    | Andretti Autosport             | Chevrolet | 90         | +35.8730       | 11       | 0                        | 18   |
| 13.     | 22 | Oriol Servià        | Dreyer & Reinbold Racing       | Lotus     | 90         | +37.8944       | 26       | 0                        | 17   |
| 14.     | 2  | Ryan Briscoe        | Team Penske                    | Chevrolet | 90         | +41.6742       | 12       | 0                        | 16   |
| 15.     | 4  | J. R. Hildebrand    | Panther Racing                 | Chevrolet | 90         | +44.5059       | 5        | 0                        | 15   |
| 16.     | 19 | James Jakes         | Dale Coyne Racing              | Honda     | 90         | +54.5343       | 20       | 0                        | 14   |
| 17.     | 67 | Josef Newgarden     | Sarah Fisher Hartman Racing    | Honda     | 90         | +1:00.6182     | 15       | 0                        | 13   |
| 18.     | 5  | E.J. Viso           | KV Racing Technology           | Chevrolet | 89         | +1 Kör         | 7        | 0                        | 12   |
| 19.     | 18 | Justin Wilson       | Dale Coyne Racing              | Honda     | 89         | +1 Kör         | 19       | 0                        | 12   |
| 20.     | 78 | Simona de Silvestro | HVM Racing                     | Lotus     | 89         | +1 Kör         | 21       | 0                        | 12   |
| 21.     | 11 | Tony Kanaan         | KV Racing Technology           | Chevrolet | 89         | +1 Kör         | 6        | 0                        | 12   |
| 22.     | 20 | Ed Carpenter        | Ed Carpenter Racing            | Chevrolet | 88         | +2 Kör         | 23       | 0                        | 12   |
| 23.     | 6  | Katherine Legge     | Dragon Racing                  | Lotus     | 85         | +5 Kör         | 24       | 0                        | 12   |
| 24.     | 15 | Szató Takuma        | Rahal Letterman Lanigan Racing | Honda     | 52         | Gyújtás        | 16       | 0                        | 12   |
| 25.     | 83 | Charlie Kimball     | Chip Ganassi Racing            | Honda     | 45         | Kardántengely  | 22       | 0                        | 10   |
| 26.     | 98 | Alex Tagliani       | Team Barracuda – BHA           | Lotus     | 0          | Gázpedál       | 25       | 0                        | 10   |

### Verseny statisztikák
A verseny alatt 9-szer változott az élen álló személye 5 versenyző között.
| Változás az élen | Változás az élen  |
| Kör              | Élen              |
| ---------------- | ----------------- |
| 25               | James Hinchcliffe |
| 26               | Graham Rahal      |
| 27               | Scott Dixon       |
| 48               | Hélio Castroneves |
| 50               | Scott Dixon       |
| 66               | Hélio Castroneves |
| 68               | Will Power        |
| 74               | Scott Dixon       |
| 75               | Will Power        |

| Élen töltött körök száma | Élen töltött körök száma |
| Körök                    | Versenyző                |
| ------------------------ | ------------------------ |
| 37                       | Scott Dixon              |
| 28                       | Hélio Castroneves        |
| 11                       | Szató Takuma, Will Power |
| 9                        | Ryan Briscoe             |
| 3                        | J. R. Hildebrand         |
| 1                        | Dario Franchitti         |

| Sárga zászlók: 2 alkalommal összesen 10 körön át | Sárga zászlók: 2 alkalommal összesen 10 körön át |
| Körök                                            | Ok                                               |
| ------------------------------------------------ | ------------------------------------------------ |
| 1-3                                              | #98-as autó megállása a 4-es kanyarban           |
| 67-73                                            | #6-os autó megpördülése a 9-es kanyarban         |

## Bajnokság állása a verseny után
Pilóták bajnoki állása
| Pozíció | Pilóta             | Pontok |
| ------- | ------------------ | ------ |
| 1       | Hélio Castroneves  | 86     |
| 2       | Scott Dixon        | 84     |
| 3       | Will Power         | 77     |
| 4       | James Hinchcliffe  | 60     |
| 5       | Simon Pagenaud (R) | 58     |

Gyártók bajnoksága
| Pozíció | Gyártó    | Pontok |
| ------- | --------- | ------ |
| 1       | Chevrolet | 18     |
| 2       | Honda     | 12     |
| 3       | Lotus     | 6      |